# Escot
Escot é uma comuna francesa na região administrativa da Nova Aquitânia, no departamento dos Pirenéus Atlânticos. Estende-se por uma área de 24,4 km². Em 2010 a comuna tinha 125 habitantes (densidade: 5,1 hab./km²).